# 愛知県道158号小口名古屋線

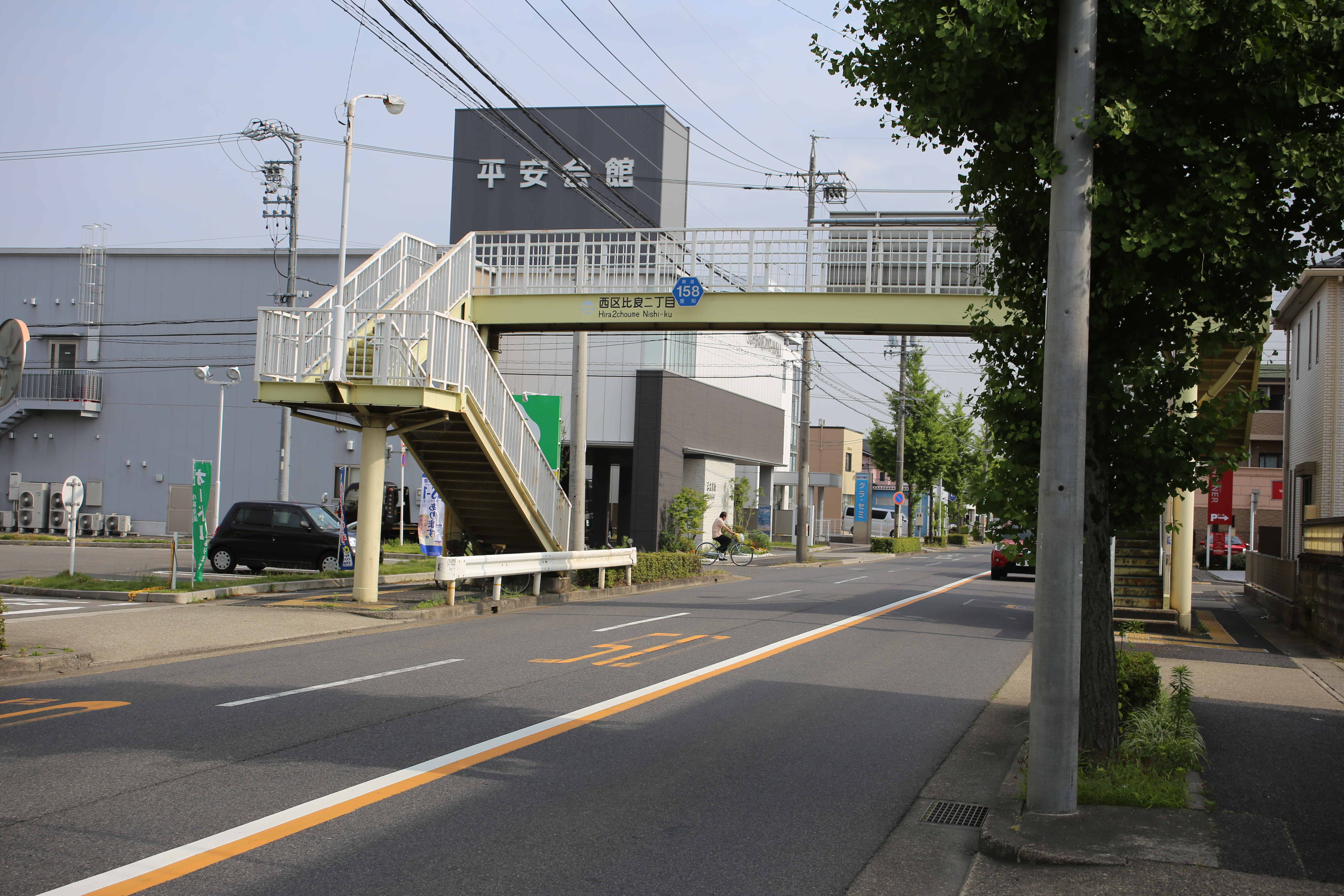
名古屋市西区比良二丁目地内（2015年6月）

愛知県道158号小口名古屋線（あいちけんどう158ごう おぐちなごやせん）は、愛知県丹羽郡大口町から愛知県名古屋市西区に至る一般県道である。

## 概要
国道41号とおおむね並行または交錯し、終点では愛知県道63号名古屋江南線と接続している。

### 路線データ
- 起点：愛知県丹羽郡大口町小口
- 終点：愛知県名古屋市西区坂井戸町

## 沿革
- 1959年（昭和34年）12月15日：認定

## 通過する自治体
- 愛知県
  - 丹羽郡大口町 - 小牧市 - 北名古屋市 - 名古屋市（西区）

### 交差する道路
- 愛知県道192号草井羽黒線・愛知県道194号斎藤羽黒線（上小口交差点）
- 愛知県道157号小口岩倉線（下小口5丁目北交差点）
- 国道41号（名濃バイパス）（下小口5丁目交差点）
- 愛知県道176号若宮江南線（外坪交差点）
- 愛知県道179号宮後小牧線（横内交差点）
- 国道41号（名濃バイパス）（横内南交差点）
- 国道155号（小牧一宮バイパス（北尾張中央道）：村中小学校北交差点）
- 国道155号（村中新町西交差点）
- 愛知県道451号名古屋外環状線（小木1丁目西交差点）
- 愛知県道25号春日井一宮線（小木2丁目交差点）
- 愛知県道166号小牧岩倉一宮線（小木5丁目交差点、十三塚交差点）
- 愛知県道161号名古屋豊山稲沢線（十三塚交差点、六多橋交差点）
- 愛知県道62号春日井稲沢線（片場交差点）
- 愛知県道59号名古屋中環状線（比良新橋上で重複）
- 国道302号（名古屋環状2号線）（比良3丁目交差点）
- 愛知県道63号名古屋江南線（名草線）・愛知県道162号松河戸西枇杷島線（坂井戸交差点）

### 沿線
- オークマ本社・工場
- 小牧市工業団地
- 名神高速道路小牧IC
- 名古屋市営地下鉄鶴舞線 庄内緑地公園駅